# 田嵩
田 嵩（でん すう、生没年不詳）は、前趙の武将である。字は子岱。

## 生涯
前趙の劉曜に仕え、大鴻臚に任じられた。
323年8月、劉曜は前涼の張茂討伐の為に親征すると、張茂は大軍の到来に震え上がり使者を派遣して称藩した。劉曜は大いに喜び、田嵩を派遣して、張茂を使持節・仮黄鉞・侍中・都督涼南北秦梁益巴漢隴右西域雑夷匈奴諸軍事・太師・大司馬・涼州牧・西域大都護・護羌校尉に任じ、涼王に封じて九錫を与える旨を伝えさせた。 
仇池の楊難敵は陳安が劉曜に滅ぼされたと聞いて、前趙の襲来を恐れるようになった。そこで弟の楊堅頭と共に南下して漢中に逃走した。劉曜は田嵩を鎮南大将軍・益州刺史に任じ、仇池を守らせた。
325年、楊難敵は漢中から仇池へ侵攻し、これを陥落させた。そして、田嵩を生け捕りにすると、自らの前に連れてこさせた。楊難敵は、立ったまま微動だにしない田嵩に苛立ち、側近に命じて拝礼させようとした。これに田嵩は眼をかっと見開き、楊難敵を睨みつけると「この狗め。天子の牧伯たる者が、賊に向かって拝礼する事が出来ようか」と罵った。これに楊難敵は 「子岱（田嵩の字）よ、我は汝と大業を成し遂げたいのだ。汝は、劉氏が忠を尽くすに値すると言うが、我が値しないとでも言うか」と言った。田嵩は更なる怒色を顔に浮かべ「賊如きの奴才で、分を弁えない望みを抱くとは何事だ。我は国家の鬼となろうとも、お前の臣などに為れようか。さあ、さっさとこの首刎ねるがいい」と更に声を荒らげた。そして田嵩は、振り返り様に側近の一人から剣を奪い取ると、一足飛びに楊難敵に斬りかかったが間一髪で避けられた。田嵩は楊難敵に斬り殺された。 